# Fußball-Club 08 Homburg/Saar 1998-1999
Questa voce raccoglie le informazioni riguardanti il Fußball-Club 08 Homburg/Saar nelle competizioni ufficiali della stagione 1998-1999.

## Stagione
Nella stagione 1998-1999 l'Homburg, allenato da Werner Kartz e Peter Rubeck, concluse il campionato di Regionalliga ovest-sudovest al 13º posto.

## Rosa
| N. |                      | Ruolo | Calciatore       |
| -- | -------------------- | ----- | ---------------- |
| 1  | Germania (bandiera)  | P     | Georg Müller     |
| 6  | Germania (bandiera)  | C     | Peter Seufert    |
|    | Germania (bandiera)  | P     | Bernhard Hirmer  |
|    | Germania (bandiera)  | P     | Oliver Theis     |
|    | Germania (bandiera)  | P     | Helmut Wahlen    |
|    | Germania (bandiera)  | D     | Markus Berndt    |
|    | Senegal (bandiera)   | D     | Dame Diouf       |
|    | Germania (bandiera)  | D     | Bernd Eichmann   |
|    | Croazia (bandiera)   | D     | Mirsad Keric     |
|    | Germania (bandiera)  | D     | Axel Kleinefeld  |
|    | Germania (bandiera)  | D     | Carsten Mathes   |
|    | Germania (bandiera)  | C     | Michael Anton    |
|    | Germania (bandiera)  | C     | Andreas Backmann |
|    | Germania (bandiera)  | C     | Patrick Bick     |
|    | Germania (bandiera)  | C     | Sima Conde       |
|    | Francia (bandiera)   | C     | Charles Haffner  |
|    | Rep. Ceca (bandiera) | C     | Roman Hanuš      |

| N. |                                 | Ruolo | Calciatore          |
| -- | ------------------------------- | ----- | ------------------- |
|    | Germania (bandiera)             | C     | Frank Hüther        |
|    | Georgia (bandiera)              | C     | Kakhaber Katcharava |
|    | Austria (bandiera)              | C     | Markus Kernal       |
|    | Germania (bandiera)             | C     | Markus Kloos        |
|    | Germania (bandiera)             | C     | Alexander Leibrock  |
|    | Bosnia ed Erzegovina (bandiera) | C     | Sanel Nuhic         |
|    | Germania (bandiera)             | C     | Stefan Pratjacic    |
|    | Germania (bandiera)             | C     | Daniel Specht       |
|    | Croazia (bandiera)              | A     | Alen Antunovic      |
|    | Polonia (bandiera)              | A     | Tomasz Jaworek      |
|    | Germania (bandiera)             | A     | Miroslav Klose      |
|    | Germania (bandiera)             | A     | Steffen Koch        |
|    | Polonia (bandiera)              | A     | Grzegorz Pawłuszek  |
|    | Ghana (bandiera)                | A     | Edward Sarpei       |
|    | Germania (bandiera)             | A     | Carsten Steinmetz   |
|    | Croazia (bandiera)              | A     | Andrija Susic       |

## Organigramma societario
Area tecnica
- Allenatore: Peter Rubeck
- Allenatore in seconda:
- Preparatore dei portieri:
- Preparatori atletici:
- Analisi video:

## Calciomercato

### Sessione estiva
| Acquisti | Acquisti           | Acquisti            | Acquisti |
| R.       | Nome               | da                  | Modalità |
| -------- | ------------------ | ------------------- | -------- |
| A        | Grzegorz Pawłuszek | Wisła Tczew         |          |
| C        | Andreas Backmann   | Homburg II          |          |
| C        | Charles Haffner    | Saarbrücken         |          |
| C        | Roman Hanuš        | VfR Mannheim        |          |
| P        | Bernhard Hirmer    | Borussia Fulda      |          |
| D        | Mirsad Keric       | RW Oberhausen       |          |
| C        | Markus Kernal      | St. Pölten          |          |
| A        | Miroslav Klose     | Blaubach-Diedelkopf |          |
| C        | Alexander Leibrock | Saarbrücken         |          |
| P        | Georg Müller       | Saarbrücken         |          |
| C        | Peter Seufert      | Eintracht Treviri   |          |
| P        | Helmut Wahlen      | Salmrohr            |          |

| Cessioni | Cessioni             | Cessioni         | Cessioni |
| R.       | Nome                 | a                | Modalità |
| -------- | -------------------- | ---------------- | -------- |
| A        | Peter Anyiloibi      | FSG Schiffweiler |          |
| A        | Lars Knobloch        | Elversberg       |          |
| C        | Rezo Arveladze       | Dinamo Tbilisi   |          |
| C        | Mohamed Azima        | Pfullendorf      |          |
| C        | Olivier Caillas      | Saarbrücken      |          |
| P        | Nika Chkheidze       | Dinamo Tbilisi   |          |
| A        | Taifour Diane        | Saarbrücken      |          |
| D        | Nenad Drljača        | Elversberg       |          |
| D        | Bernd Dudek          | Pirmasens        |          |
| P        | Peter Eich           | Saarbrücken      |          |
| A        | Arthur Farh          | SV Wilhelmshaven |          |
| C        | Martino Gatti        | BFC Dynamo       |          |
| D        | Christian Preuße     | Pirmasens        |          |
| D        | Stephan Schulz-Winge | Remscheid        |          |
| C        | Alois Schwartz       | Pfullendorf      |          |
| C        | Slaven Stanic        | Saarbrücken      |          |
| D        | Raphael Susic        | Saarbrücken      |          |
| D        | Anthony Tiéku        | Saarbrücken      |          |
| C        | Jan Walle            | Union Berlino    |          |
| D        | Torsten Wruck        | Saarbrücken      |          |

### Sessione invernale
| Acquisti | Acquisti     | Acquisti    | Acquisti |
| R.       | Nome         | da          | Modalità |
| -------- | ------------ | ----------- | -------- |
| C        | Patrick Bick | Saarbrücken |          |

| Cessioni | Cessioni         | Cessioni          | Cessioni |
| R.       | Nome             | a                 | Modalità |
| -------- | ---------------- | ----------------- | -------- |
| A        | Georges Mouyémé  | Eintracht Treviri |          |
| C        | Anatoli Mushinka | Saarbrücken       |          |

## Risultati

### Regionalliga ovest-sudovest

#### Girone di andata
| Arbitro: | Gettke |

|                      |           |           |
| Menzel 18’ Broos 49’ | Marcatori | 65’ Hanuš |

| Arbitro: | Gruse |

|  |           |                |
|  | Marcatori | 75’ Vergeychik |

| Arbitro: | Kortholt |

|          |           |                                            |
| Guhn 72’ | Marcatori | 45’ Katcharava 47’ (aut.) Guhn 90’ Mouyémé |

| Arbitro: | Plettenberg |

|              |           |           |
| Leibrock 89’ | Marcatori | 30’ Gambo |

| Arbitro: | Werthmann |

|                              |           |  |
| Weber 35’ Choji 57’ Musa 66’ | Marcatori |  |

| Arbitro: | Hotop |

|                     |           |              |
| Eichmann 18’ (rig.) | Marcatori | 15’ Hildmann |

| Arbitro: | Craezer |

|                            |           |  |
| Di Salvo 18’, 51’ John 62’ | Marcatori |  |

| Arbitro: | Sahler |

|              |           |            |
| Eichmann 51’ | Marcatori | 19’ Krämer |

| Arbitro: | Schneider |

|                                             |           |  |
| Klein 8’, 24’ Ohemeng 30’ Specht 32’ (aut.) | Marcatori |  |

| Arbitro: | Henes |

|                                    |           |                       |
| Katcharava 49’ Eichmann 65’ (rig.) | Marcatori | 14’ Krohm 29’ Ibrahim |

| Arbitro: | Dardenne |

|          |           |                                     |
| Paul 48’ | Marcatori | 2’ Katcharava 72’ Mouyémé 85’ Nuhic |

| 18 ottobre 1998 12ª giornata |  | – turno di riposo |  |  |

| Arbitro: | Göbel |

|  |           |                               |
|  | Marcatori | 8’ Voss 75’ Podszus 84’ Demir |

| Arbitro: | Kynast |

|             |           |                         |
| Raschke 59’ | Marcatori | 13’ Seufert 75’ Jaworek |

| Homburg 6 novembre 1998, ore 19:30 CET 15ª giornata | Homburg | 0 – 0 referto | Elversberg | Waldstadion Homburg (700 spett.)\| Arbitro: \| Späker \| |
| Arbitro:                                            | Späker  |               |            |                                                          |

| Arbitro: | Könen |

|             |           |  |
| Kemming 90’ | Marcatori |  |

| Arbitro: | Craezer |

|                            |           |                       |
| Nuhic 12’ Jaworek 43’, 74’ | Marcatori | 62’ (rig.) Sulzbacher |

#### Girone di ritorno
| Arbitro: | Perschke |

|                     |           |            |
| Klose 27’ Nuhic 87’ | Marcatori | 8’ Klemmer |

| Arbitro: | Diergarten |

|                                |           |  |
| Donato 4’ Peters 30’ Bamba 75’ | Marcatori |  |

| Arbitro: | Dardenne |

|             |           |           |
| Jaworek 82’ | Marcatori | 83’ Papić |

| Arbitro: | Thiemer |

|  |           |                       |
|  | Marcatori | 88’ (aut.) Karayildiz |

| Homburg 27 febbraio 1999, ore 15:00 CET 22ª giornata | Homburg | 0 – 0 referto | Saarbrücken | Waldstadion Homburg (5 000 spett.)\| Arbitro: \| Henes \| |
| Arbitro:                                             | Henes   |               |             |                                                           |

| Arbitro: | Pickel |

|                                            |           |               |
| Hildmann 32’ Hauck 54’ Junior 82’ Graf 90’ | Marcatori | 70’ Pawłuszek |

| Arbitro: | Steinborn |

|             |           |            |
| Haffner 32’ | Marcatori | 66’ Velkov |

| Arbitro: | Weiss |

|                                  |           |  |
| Jonjić 30’, 38’ (rig.) Cirba 45’ | Marcatori |  |

| Arbitro: | Fandel |

|           |           |  |
| Hanuš 26’ | Marcatori |  |

| Arbitro: | Späker |

|                |           |  |
| Lämmermann 28’ | Marcatori |  |

| Arbitro: | Plettenberg |

|                  |           |  |
| Jaworek 67’, 88’ | Marcatori |  |

| 25 aprile 1999 29ª giornata |  | – turno di riposo |  |  |

| Arbitro: | Göbel |

|             |           |           |
| Baumann 77’ | Marcatori | 54’ Nuhic |

| Arbitro: | Kreyer |

|                  |           |                 |
| Hanuš 34’ (rig.) | Marcatori | 46’ Plaßhenrich |

| Elversberg 14 maggio 1999, ore 18:00 CEST 32ª giornata | Elversberg | 0 – 0 referto | Homburg | Waldstadion an der Keiserlinde (1 000 spett.)\| Arbitro: \| Sahler \| |
| Arbitro:                                               | Sahler     |               |         |                                                                       |

| Arbitro: | Diergarten |

|  |           |                                                                |
|  | Marcatori | 11’ (aut.) Berndt 22’, 59’, 80’ Geise 25’ Antwerpen 88’ Ridder |

| Arbitro: | Riederwald |

|            |           |           |
| Nollau 32’ | Marcatori | 46’ Conde |

## Statistiche

### Statistiche di squadra
| Competizione                | Punti | In casa | In casa | In casa | In casa | In casa | In casa | In trasferta | In trasferta | In trasferta | In trasferta | In trasferta | In trasferta | Totale | Totale | Totale | Totale | Totale | Totale | DR  |
| Competizione                | Punti | G       | V       | N       | P       | Gf      | Gs      | G            | V            | N            | P            | Gf           | Gs           | G      | V      | N      | P      | Gf     | Gs     | DR  |
| --------------------------- | ----- | ------- | ------- | ------- | ------- | ------- | ------- | ------------ | ------------ | ------------ | ------------ | ------------ | ------------ | ------ | ------ | ------ | ------ | ------ | ------ | --- |
| Regionalliga ovest-sudovest | 36    | 16      | 4       | 9       | 3       | 16      | 20      | 16           | 4            | 3            | 9            | 13           | 29           | 32     | 8      | 12     | 12     | 29     | 49     | -20 |
| Totale                      | 36    | 16      | 4       | 9       | 3       | 16      | 20      | 16           | 4            | 3            | 9            | 13           | 29           | 32     | 8      | 12     | 12     | 29     | 49     | -20 |

### Andamento in campionato
| Giornata  | 1  | 2  | 3  | 4  | 5  | 6  | 7  | 8  | 9  | 10 | 11 | 12 | 13 | 14 | 15 | 16 | 17 | 18 | 19 | 20 | 21 | 22 | 23 | 24 | 25 | 26 | 27 | 28 | 29 | 30 | 31 | 32 | 33 | 34 |
| --------- | -- | -- | -- | -- | -- | -- | -- | -- | -- | -- | -- | -- | -- | -- | -- | -- | -- | -- | -- | -- | -- | -- | -- | -- | -- | -- | -- | -- | -- | -- | -- | -- | -- | -- |
| Luogo     | T  | C  | T  | C  | T  | C  | T  | C  | T  | C  | T  |    | C  | T  | C  | T  | C  | C  | T  | C  | T  | C  | T  | C  | T  | C  | T  | C  |    | T  | C  | T  | C  | T  |
| Risultato | P  | P  | V  | N  | P  | N  | P  | N  | P  | N  | V  |    | P  | V  | N  | P  | V  | V  | P  | N  | V  | N  | P  | N  | P  | V  | P  | V  |    | N  | N  | N  | P  | N  |
| Posizione | 11 | 16 | 11 | 11 | 15 | 15 | 15 | 14 | 15 | 15 | 14 | 13 | 14 | 14 | 14 | 14 | 12 | 11 | 11 | 13 | 12 | 12 | 12 | 12 | 13 | 12 | 12 | 12 | 13 | 12 | 13 | 13 | 13 | 13 |

Legenda:

Luogo: C = Casa; T = Trasferta. Risultato: V = Vittoria; N = Pareggio; P = Sconfitta.

### Statistiche dei giocatori
| M. Anton      | 8  | 0 | 1 | 0 |
| A. Antunovic  | 1  | 0 | 0 | 0 |
| P. Anyiloibi  | 3  | 0 | 0 | 0 |
| A. Backmann   | 0  | 0 | 0 | 0 |
| M. Berndt     | 17 | 0 | 1 | 0 |
| P. Bick       | 15 | 0 | 1 | 1 |
| S. Conde      | 4  | 1 | 1 | 0 |
| D. Diouf      | 24 | 0 | 2 | 0 |
| B. Eichmann   | 28 | 3 | 8 | 0 |
| C. Haffner    | 14 | 1 | 4 | 1 |
| R. Hanuš      | 17 | 3 | 6 | 0 |
| B. Hirmer     | 16 | 0 | 1 | 0 |
| F. Hüther     | 1  | 0 | 0 | 0 |
| T. Jaworek    | 26 | 6 | 9 | 2 |
| K. Katcharava | 14 | 3 | 2 | 0 |
| M. Keric      | 21 | 0 | 3 | 0 |
| M. Kernal     | 1  | 0 | 0 | 0 |
| A. Kleinefeld | 1  | 0 | 0 | 0 |
| M. Kloos      | 1  | 0 | 0 | 0 |
| M. Klose      | 18 | 1 | 2 | 0 |
| S. Koch       | 12 | 0 | 1 | 0 |
| A. Leibrock   | 28 | 1 | 9 | 0 |
| C. Mathes     | 25 | 0 | 5 | 0 |
| G. Mouyémé    | 15 | 2 | 3 | 0 |
| A. Mushinka   | 5  | 0 | 1 | 1 |
| G. Müller     | 13 | 0 | 0 | 0 |
| S. Nuhic      | 23 | 4 | 6 | 0 |
| G. Pawłuszek  | 14 | 1 | 0 | 0 |
| S. Pratjacic  | 15 | 0 | 3 | 0 |
| E. Sarpei     | 6  | 0 | 0 | 1 |
| P. Seufert    | 25 | 1 | 3 | 1 |
| D. Specht     | 11 | 0 | 2 | 0 |
| C. Steinmetz  | 1  | 0 | 0 | 0 |
| A. Susic      | 5  | 0 | 1 | 1 |
| O. Theis      | 3  | 0 | 0 | 0 |
| H. Wahlen     | 1  | 0 | 0 | 0 |